# Municipio de Ombúes de Lavalle
El municipio de Ombúes de Lavalle es uno de los municipios del departamento de Colonia, Uruguay. Su sede es la ciudad homónima.

## Ubicación
El municipio se encuentra situado en la zona noroeste del departamento de Colonia.

## Características
El municipio de Ombúes de Lavalle fue creado por Decreto departamental N.º 014/2013 del 22 de marzo de 2013, aprobado por la Junta Departamental de Colonia. El municipio fue creado a iniciativa del intendente, de acuerdo a la Ley N.º 18567 y sus posteriores modificativas.

### Territorio
Según el decreto N.º 014/2013 los límites del territorio del municipio se corresponden a los de las circunscripciones electorales NGA y NGB del departamento de Colonia.

## Autoridades
La autoridad del municipio es el Concejo Municipal, compuesto por el Alcalde y cuatro Concejales.
Alcaldes según período:
| Nº | Alcalde        | Partido             | Inicio del mandato      | Fin del mandato         | Observaciones     | Concejales                                                                      |
| -- | -------------- | ------------------- | ----------------------- | ----------------------- | ----------------- | ------------------------------------------------------------------------------- |
| 1  | Marcelo Castro | Partido Nacional PN | julio de 2015           | 26 de noviembre de 2020 | Alcalde elegido   | Ariel Geymonat (PN) Antonio Durand (PN) Alberto Bianchi (FA) Dalton Pontet (FA) |
| 2  | Marcelo Castro | Partido Nacional PN | 27 de noviembre de 2020 | 2025                    | Alcalde reelegido | Antonio Dávila (PN) Cristina Aguirre (PN) Elbio Caseras (PN) Lorena Pérez (FA)  |